# Asseln (Dortmund)
Asseln ist der Statistische Bezirk 31 und zugleich ein östlicher Stadtteil der kreisfreien Großstadt Dortmund. Am 31. Dezember 2024 lebten 8.850 Einwohner in dem zum Stadtbezirk Brackel gehörenden Stadtteil.
Der Ort gilt als beliebter, vergleichsweise wohlhabender und ländlich geprägter Wohnstandort. Die Felder südlich und nordöstlich des Ortsrandes stellen zwei der letzten größeren Naturflächen des Stadtbezirks Brackel dar. Asseln beheimatet noch immer mehrere Vieh- und Landwirtschaftsbetriebe.

## Geographie
Asseln liegt etwa 8 Kilometer östlich der Dortmunder Innenstadt am Hellweg, der alten Ost-West-Verbindung. Die Ortsmitte Asselns liegt auf einer Höhe von 77 m ü. NHN. Geographisch grenzt sich Asselns Wohnbebauung, mit Ausnahme des östlichen Übergangs nach Wickede im Hellwegbereich, klar von seinen Nachbarstadtteilen ab.
Als Hauptverkehrsachse teilt der Asselner Hellweg den Ort in den nördlichen und den südlichen, sich auf dem Hang des Dortmunder Rückens befindlichen Teil.
Der Asselner Norden, auch Unterasseln genannt, ist durch eine gemischte Wohnbebauung geprägt. Neben Einzelhausbebauung, Reiheneigenheimen und kleinen Mehrfamilienhäusern befindet sich hier auch noch eine verhältnismäßig hohe Anzahl an Fachwerkhäusern. Zudem existieren hier auch noch vereinzelt Bauernhöfe. Höhere Wohnbebauung (bis zu fünf Stockwerke) gibt es lediglich zwischen dem Kocklinckeweg und der Asselburgstraße.
Der Asselner Süden, auch Oberasseln genannt, ist seit den 1950er-Jahren stark gewachsen. Hier entstanden westlich und südlich der denkmalgeschützten Bergarbeiterhäuser der Kolonie Holstein überwiegend bürgerliche Ein- und Zweifamilienhäuser auf teilweise sehr großzügigen Grundstücken.

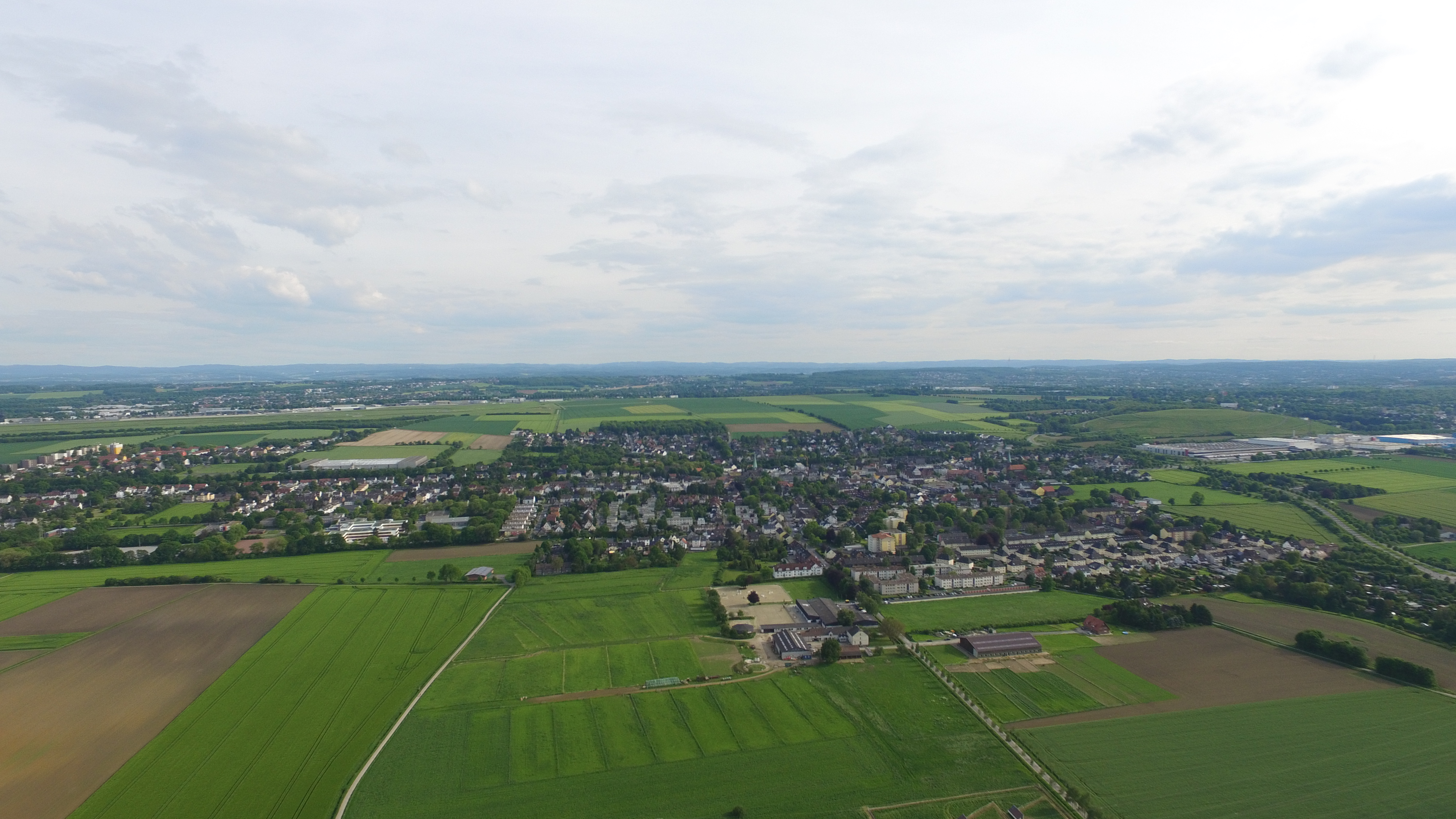
Aufnahme von Asseln in Blickrichtung Süden
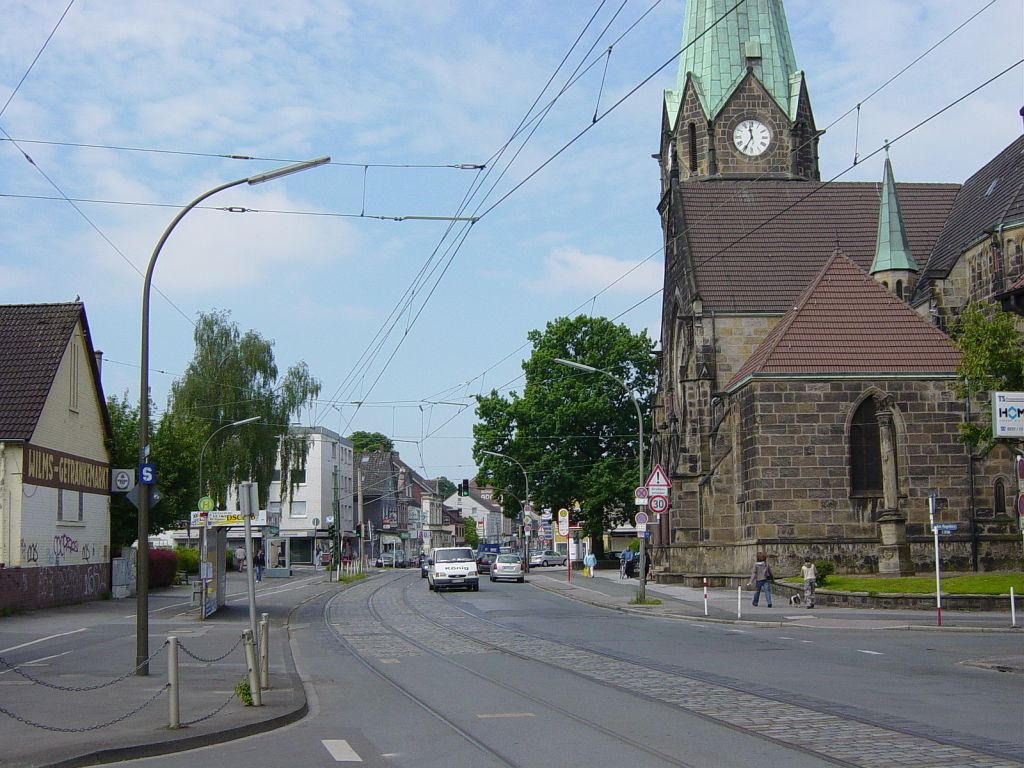
Der Asselner Hellweg um 2006
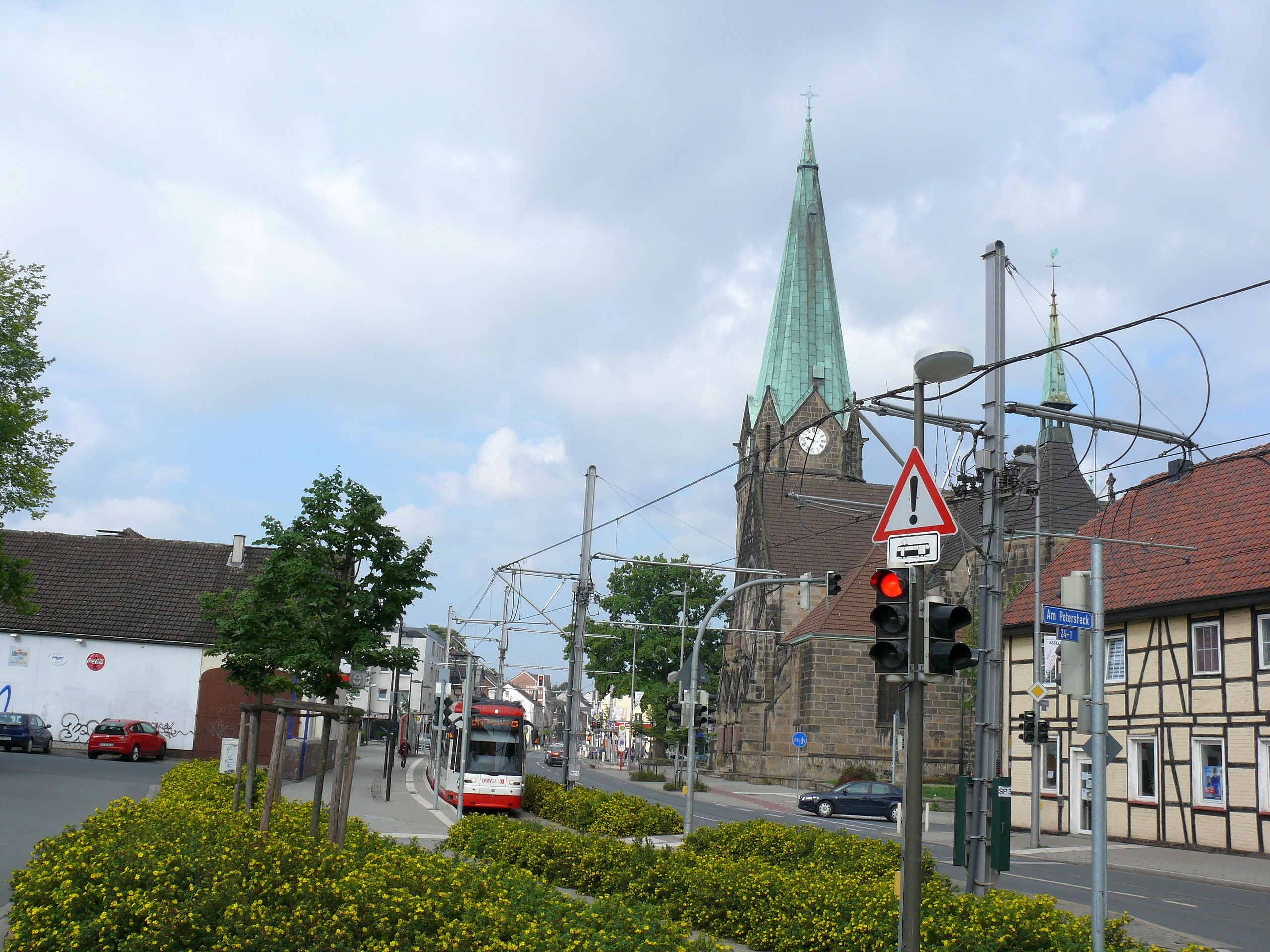
Der Asselner Hellweg am 15. August 2011
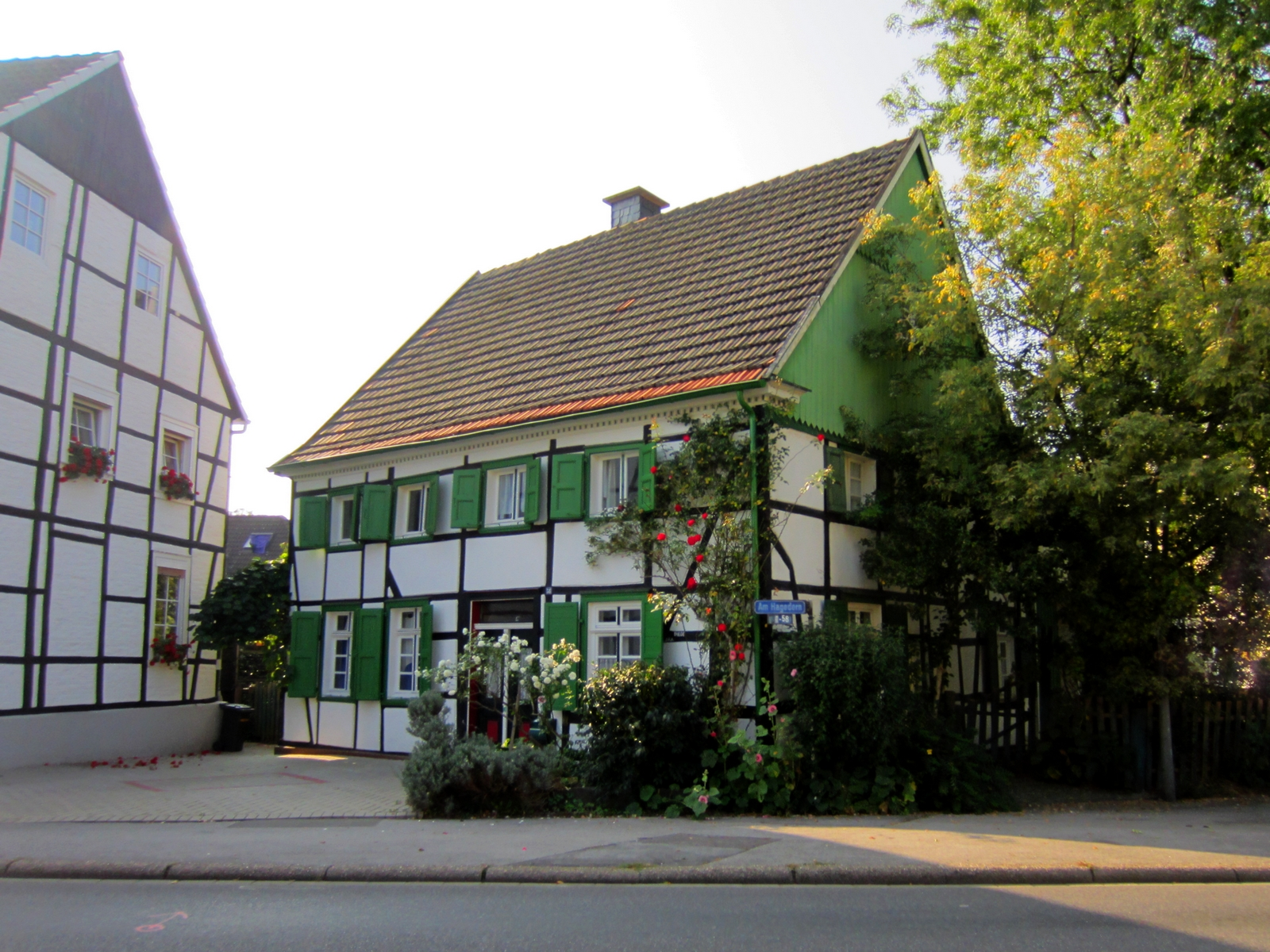
Fachwerkhäuser in Asseln
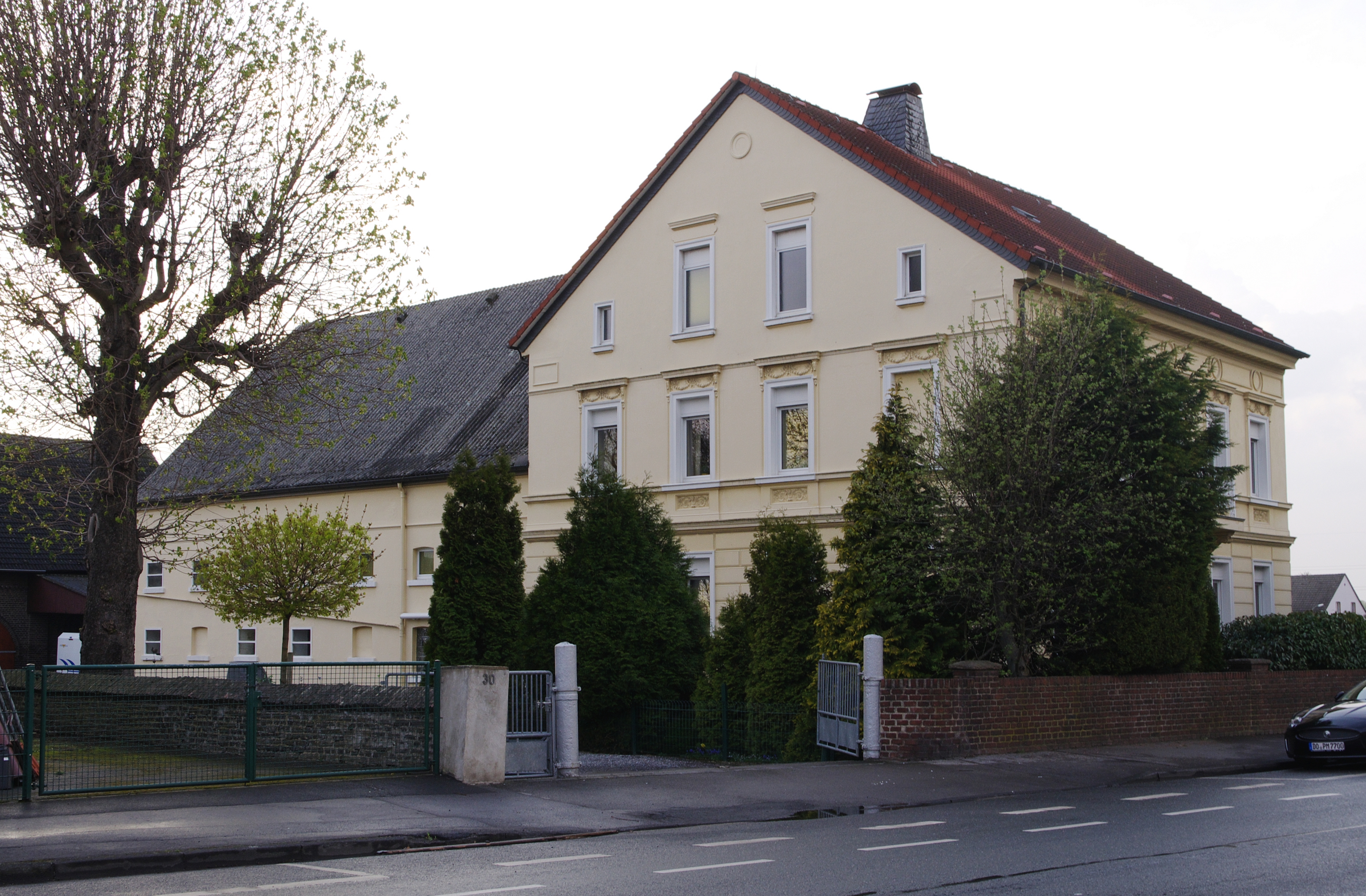
Landwirtschaftliches Gebäude in Asseln

## Geschichte

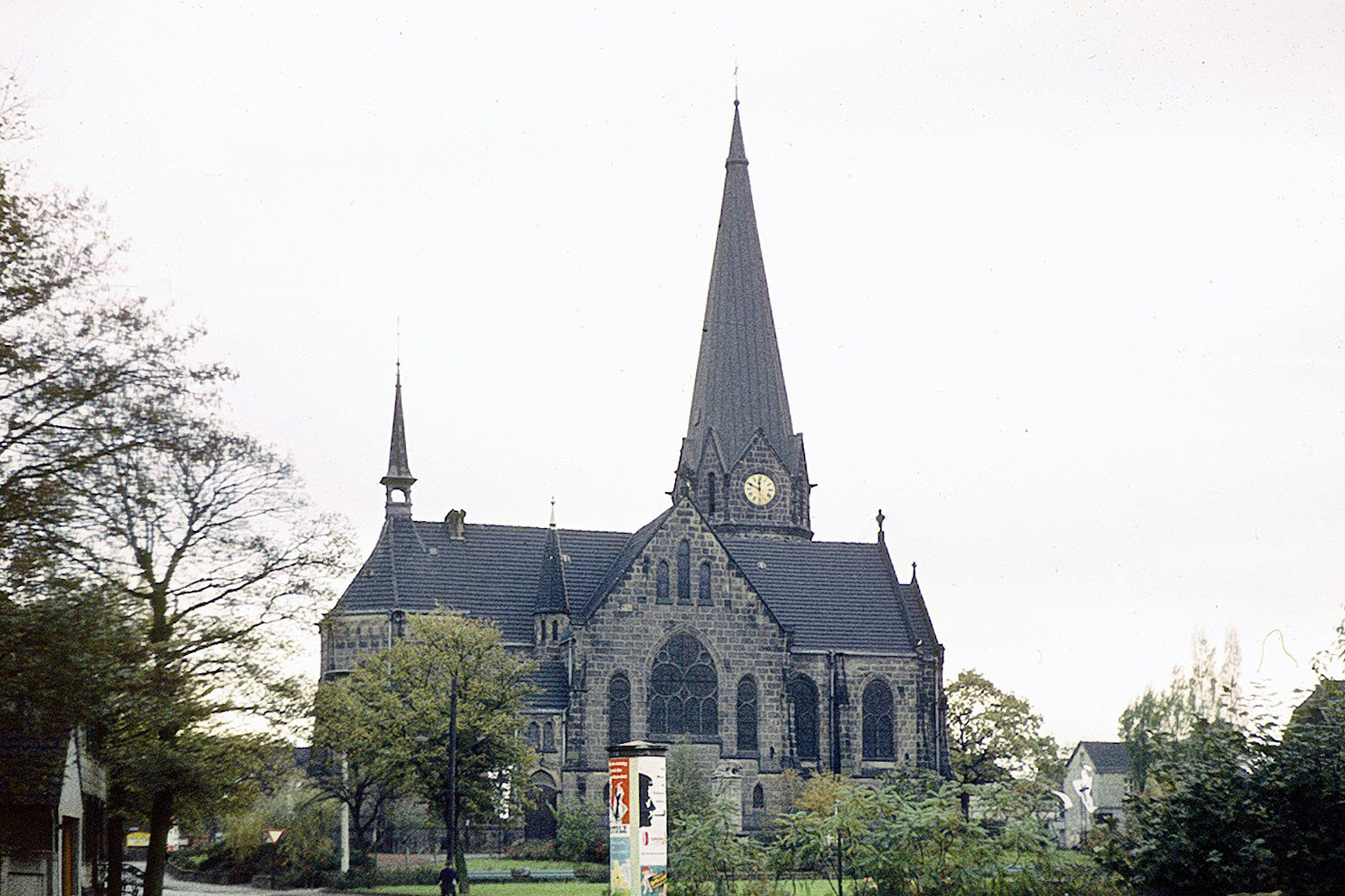
Die Lutherkirche vom „Hagedorn“ um 1960

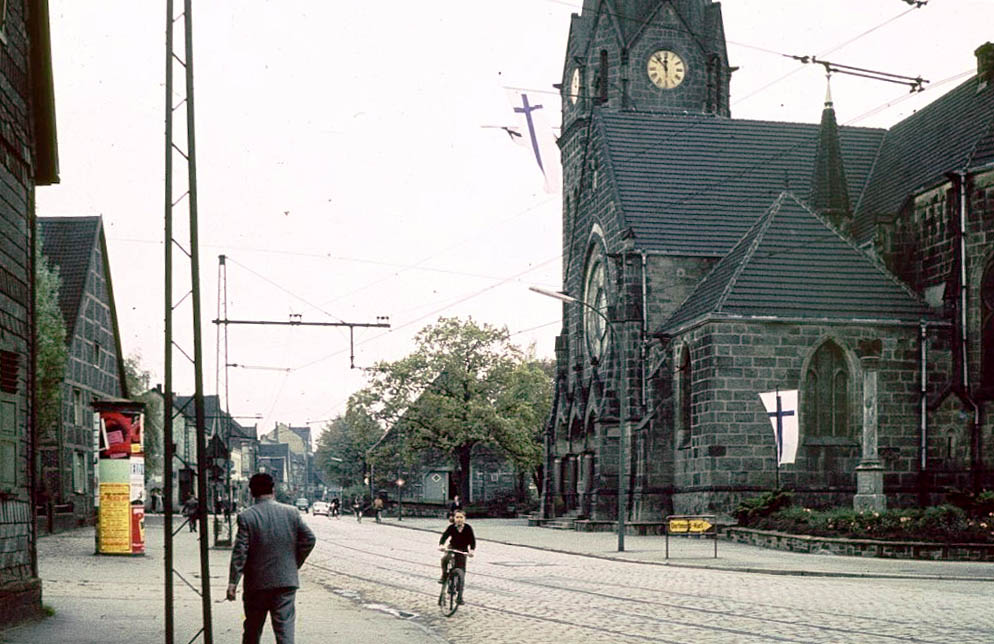
Der Asselner Hellweg um 1960

### Gute Siedlungsbedingungen in Asseln
In der Frühzeit ließen sich die Siedler bevorzugt dort nieder, wo sie von der Oberflächengestaltung her günstige Voraussetzungen fanden. Begehrt waren Siedlungsplätze am Übergang von relativ trockenen zu relativ feuchten Flächen. Genau einen solchen Übergang gibt es in Asseln an der 80-m-Höhenlinie, wo zwei unterschiedliche geologische Formationen aufeinandertreffen. Hier geht der von Süd nach Nord gleichmäßig abfallende Dortmunder Rücken mit einem markanten Geländeknick in eine weite ebene Fläche über.
Der Dortmunder Rücken gehört erdgeschichtlich zu einer Untereinheit der Oberkreide, ist etwa 88 Millionen Jahre alt und besteht aus Gesteinen aus dem Oberturon. Auf dem Gestein liegt bis zu vier Meter dicker Lössboden, der auf Grund seiner mineralischen Zusammensetzung sehr ertragreich ist. Es handelt sich um Parabraunerde mit Bodenwertzahlen bis 85. Niederschläge, die im Löss versickern, werden von dem Gestein aus dem Oberturon aufgenommen und in Klüften oder Schichtfugen zügig in Richtung Norden abgeleitet. Somit ist der Boden auf dem Dortmunder Rücken weitgehend frei von Staunässe.
Unterhalb der 80-m-Höhenlinie treffen die Gesteine aus dem Oberturon auf Emschermergel. Anders als Turon ist Emschermergel nicht Wasser durchlässig, somit konnte das Sickerwasser, das vom Dortmunder Rücken kam, nicht mehr unterirdisch weiterfließen und trat nördlich des Geländeknicks wieder zutage. Äußere Zeichen waren viele, zum Teil heftig sprudelnde Quellen, die auch Springe genannt wurden. Sie bescherten den frühen Siedlern einerseits eine frei zugängliche Versorgung mit sauberem Trinkwasser, setzten aber anderseits das Gelände, das nach Norden kaum noch abfällt, dauerhaft unter Wasser. Die auf dem Emschermergel liegende Bodenschicht, bestehend aus Resten von eiszeitlichen Lockergesteinen sowie Schwemmlössen, versumpfte, so dass hier nur Wald und Wiesen gediehen.
Ein weiterer Grund, in Asseln zu siedeln, war ein Weg, der von Anfang an nicht auf der tiefsten Stelle des Geländes, wo ihn die Bodenfeuchte bei schlechter Witterung unpassierbar gemacht hätte, sondern hangaufwärts auf trockenerem Boden parallel zur 80-m-Höhenlinie verlief. Und hier verläuft der Hellweg heute immer noch.

### Siedlungsreste aus der Jungsteinzeit und der Bronzezeit
Zwischen 1999 und 2005 wurden auf verschiedenen Grabungsstellen westlich der Asselner Wohnbebauung mehrere herausragende archäologische Funde gemacht. Die ältesten Funde stammen aus der Jungsteinzeit, der sogenannten Rössener Kultur, und sind etwa 6500 Jahre alt. Zur jungsteinzeitlichen Siedlung gehörten einfache Siedlungsgruben, Hauspfosten und zwei große Lehmentnahmegruben, die Spuren im gewachsenen Lehmboden hinterlassen haben. Neben zahlreichen Scherben von Haushaltsgefäßen wurde auch ein poliertes Steinbeil entdeckt, mit dem Bäume für den Hausbau gefällt werden konnten.
Ferner stieß man auf mehrere bronzezeitliche Gräber aus der Zeit um etwa 1000 v. Chr. Nach damaligem Ritus wurden die Toten verbrannt, die Asche in Urnen beigesetzt und hierüber ein kuppelförmiger Erdhügel aufgeschüttet. Um ein Abfließen der Erde zu verhindern, wurden die Hügel mit einem Kreisgraben eingefasst. In aller Regel hatten diese Grabanlagen einen Durchmesser von zehn bis zwölf Metern, die Asselner Gräber erreichen dagegen einen Durchmesser bis zu 17 m. Fast immer hatten die Gräber als nordwestdeutsche Besonderheit eine Öffnung, die in Richtung Osten zeigte, so dass sie wie Schlüssellöcher aussahen. Auch in Asseln zeichnet sich zumindest ein solches Schlüssellochgrab deutlich ab. In einem Grab fanden sich neben verbrannten Knochen noch zwei kleinere Beigefäße und ein sehr schön verziertes, bronzenes Tüllenmesser, das in dieser Form erst ein- oder zweimal in Westfalen gefunden wurde.

### Grabungen aus der römischen Kaiserzeit bis zur Völkerwanderungszeit
Zwischen dem Asselner Hellweg und der Trasse der S-Bahn-Linie S4 wurden in den Jahren 2003 und 2004 insgesamt 42 Gräber freigelegt. 29 Gräber konnten sicher in die römische Kaiserzeit und die frühe Völkerwanderungszeit (2. bis frühes 5. Jahrhundert) datiert werden. 13 Gräber, die kein oder nur schlecht datierbares Material beinhalteten, aber in unmittelbarer Nähe zu den Bestattungen der römischen Kaiserzeit lagen, wurden mit in die Untersuchung aufgenommen. Die Bestattungen der Kaiserzeit fanden vereinzelt zwischen den Gräbern der Bronzezeit statt, wobei aber nur eine kaiserzeitliche Bestattung eine bronzezeitliche Grabstelle überlagerte. Abgesehen von einem Körpergrab handelte es sich bei den Gräbern ausschließlich um Brandbestattungen.
Das Körpergrab ist das zeitlich jüngste Grab und lag am Nordrand des Bestattungsareals. Es war rechteckig, 1,90 m lang, 90 cm breit und tiefer als die Brandgruben. Die Lage der Knochenreste und die Lage der Beigaben zeigten, dass der Leichnam ausgestreckt auf dem Rücken mit Blickrichtung nach Norden beerdigt wurde. Die wertvollen Grabbeigaben weisen darauf hin, dass hier zu Beginn des 5. Jahrhunderts eine begüterte Frau bestattet wurde, die zur sozialen Oberschicht gehörte. Alle Funde sind ein wichtiger Mosaikstein für eine in Westfalen bislang sehr selten dokumentierte Zeitstufe. Im Kopfbereich der Toten befand sich ein etwa 20 cm langer Haarpfeil vom Typ Wijster aus Buntmetall mit einem besonders aufwändig gestalteten Schaft. Rechts davon lag ein konisch geformter, grüner Glasbecher mit einer Fadenauflage aus rötlich braunem Glas am Mundrand und leicht facettierten Seiten mit den Maßen: Höhe 11,2 cm, mittlerer Durchmesser 7 cm, Durchmesser der Standfläche 2,4 cm. Das mit Blasen durchzogene Glas des Bechers weist auf eine geringere Qualität gegenüber römischen Fabrikaten des 4. Jahrhunderts auf. Wahrscheinlich stammt das Stück aus einer von den Römern verlassenen Werkstatt im Kölner Raum und wurde zwischen 370 und den ersten Jahren des 5. Jahrhunderts von zugewanderten Franken hergestellt, die die Werkstatt übernommen hatten und ihr Glasbläserhandwerk noch nicht fehlerfrei beherrschten. An der Schulter der Frau entdeckte man zwei Armbrustfibeln mit facettiertem Fuß und einer Punzverzierung aus Kreisaugen auf dem Bügel, im Bereich der Oberschenkel lag ein 7,8 cm langes Messer mit einer lanzettförmigen Klinge.

### Die Herrschaften von Asseln – ein merowingerzeitliches Gräberfeld
Südlich der Bestattungen aus der römischen Kaiserzeit hatte die Dortmunder Stadtarchäologie bereits 1999 auf einer Ackerfläche westlich der Straße Kahle Hege ein merowingerzeitliches Gräberfeld entdeckt, das etwa zwischen 585 und 630 angelegt worden war. Die Gräber wiesen durch Körperbestattung, West-Ost-Ausrichtung sowie eine Fülle von wertvollen Grabbeigaben alle Merkmale auf, die für den zuvor genannten Zeitabschnitt charakteristisch waren. Bis zum Abschluss der Ausgrabungen im Jahr 2005 konnten insgesamt 26 Gräber freigelegt werden. Die 24 Personengräber enthielten die Gebeine von 14 weiblichen und 10 männlichen Personen; hinzu kamen noch ein Pferde- und ein Hundegrab. Die Belegung des Gräberfelds erfolgte nicht rein chronologisch, sondern die Anordnung der Gräber in drei Gruppen spiegelte vielmehr die sozialen Beziehungen der Personen untereinander wider, wobei nur die älteste Gräbergruppe eine komplette Familie zu umfassen scheint. Die mittlere und jüngere Gräbergruppe konnte nicht vollständig erschlossen werden, da ein Teil des Gräberfeldes bereits Jahre zuvor überbaut worden war.
Neben der Anordnung der Gräber zeugt vor allem die personenscharfe Auswertung der darin gefundenen Gegenstände von einer vielschichtigen und differenzierten Gesellschaft über drei Generationen. Am interessantesten ist die Geschichte der Frau aus der ältesten Gräbergruppe, die um 545 im böhmisch-mährischen Bereich geboren wurde und mit der langobardischen Invasion im Jahr 568 nach Oberitalien kam. Hier lernte sie ihren Mann kennen, der sie und ihre beiden minderjährigen Kinder mit nach Asseln nahm. Dies war der reiche Krieger, den die Archäologen zuerst gefunden hatten. Beide zusammen waren sie das herrschende Paar – die Herrschaften von Asseln. Ihre drei in Asseln geborenen Kinder verstarben jeweils kurz nach der Geburt. Unter Verwendung heutiger Begriffe war die erste Generation der Herrschaften von Asseln eine Patchworkfamilie mit Migrationshintergrund.
Seit Oktober 2010 sind die rekonstruierten Gräber der beiden Herrschaften von Asseln im Dortmunder Museum für Kunst und Kulturgeschichte, Abteilung für Ur- und Frühgeschichte, zu sehen. Die prunkvolle Grabkammer weist die Dame als Frau von Welt aus – die sie auch war. Auffällig sind ihr linksseitiges Gürtelgehänge mit einer radförmigen fünfspeichigen Zierscheibe aus Bronze mit Innenring, die bisher nur einmal in Süddeutschland und einmal in Italien belegt ist, sowie eine fein gearbeitete, silberne Almandinscheibenfibel mit einem Durchmesser von 4,6 cm. Sie stammt aus der Zeit um etwa 570 und hat im Vergleich mit der engsten Parallele, die bei Ausgrabungen in der Kölner Kirche St. Severin gefunden wurde, eine mediterrane Provenienz. Ihr Mann kommt bodenständiger daher; passend zur westfälischen Tradition wurde er mit seinem kompletten Waffenarsenal in einem Baumsarg beerdigt. Das durch seine Größe und Erhaltung beeindruckendste Fundstück ist eine Spatha, ein 94 cm langes und 6,2 cm breites zweischneidiges Langschwert mit einem goldfarbenen Bronzeknauf am Griff, das man ihm in den linken Arm gelegt hatte. Mit Hilfe der Mikrofocus-Röntgentechnik ließ sich der Aufbau der 81,5 cm langen Klinge punktuell identifizieren.
Jenseits der rekonstruierten Grabkammern sind in einer Museumsvitrine weitere bemerkenswerte Fundstücke aus anderen Gräbern ausgestellt. Eine Pflugschar als Grabbeigabe könnte damit zu tun haben, dass eine offenbar reiche Frau ihre Unschuld durch Gehen auf glühenden Pflugscharen beweisen musste. Ebenfalls herausgehoben ist ein eiserner Steigbügel, der wegen seiner Tauschierung, einer Verzierung aus Bunt- oder Edelmetall-Intarsien, unter allen übrigen bisher gefundenen merowingerzeitlichen Steigbügeln einzigartig ist.
Auf dem merowingerzeitlichen Gräberfeld kamen auch Funde aus älteren Perioden zutage. Auffälligstes Relikt war eine hohlwegartige Wegetrasse aus dem 1. Jahrhundert. Eine mit bloßem Auge kaum wahrnehmbare Geländekante bildete eine Sedimentfalle für kaiserzeitliches Siedlungsmaterial. Die Trasse wurde auf knapp 200 m Länge komplett aufgedeckt. In den bis zu 6 m breiten Weg schnitt eine kastenförmige Grube ein, die mit verschlackten Wandstücken eines Verhüttungsofens, Holzkohle und älterkaiserzeitlicher Keramik verfüllt war. Diese Wegetrasse, die etwa 600 m südlich parallel zum Hellweg verlief und im Westen und im Osten wieder auf den Hellweg zurückführte, band eine abseits vom Hellweg gelegene Siedlung verkehrsmäßig an den Hellweg an. Dieser Befund gibt einen deutlichen Hinweis auf ein komplexes Siedlungsgefüge in Asseln während der römischen Kaiserzeit.

### Karolingische Landnahme und urkundliche Ersterwähnung um 882
Noch heute haben in Asseln viele Grundstücke dieselbe markante Form: Sie sind 12 bis 15 m breit, um ein Mehrfaches länger und von Nord nach Süd ausgerichtet. Ihre Ursprünge liegen in der Zeit Karls des Großen, als um das Jahr 800 die fränkischen Eroberer einen neuen Pflug, den Beetpflug, einführten. Dessen Schar war fest eingestellt, so dass die Scholle über das Streichbrett nur nach einer Seite gewendet werden konnte. Diese Eigenheit erforderte eine spezielle Pflugtechnik. Man legte die erste Furche in die Mitte des Feldes und führte dann den Pflug in immer größeren Abständen links und rechts um die erste Furche herum. So entstanden im Lauf der Zeit uhrglasartig gewölbte Ackerflächen, die so genannten Wölbäcker. Die entscheidenden Vorteile gegenüber dem bisher eingesetzten Hakenpflug waren: die gewendete Erde wurde zerkrümelt, Unkraut, Getreidehalme und Dünger ließen sich unterpflügen und es erübrigten sich die beim Hakenpflug erforderlichen nochmaligen Querzüge. Zudem wurden Wölbäcker gut drainiert, weil das Wasser nach Regengüssen in den seitlichen grabenartigen Senken abfließen konnte. Wegen des großen Widerstandes, der gegen das Streichbrett wirkte, mussten sechs bis acht Ochsen, die seinerzeit kaum größer und stärker waren als heute ein Reh, als Zugtiere vor den Pflug gespannt werden. Die Wendemanöver mit einem so großen Gespann waren schwierig, zeit- und platzraubend, und deshalb versuchte man, ihre Anzahl so gering wie möglich zu halten. So entstanden die für die neue Pflugtechnik typischen langen und schmalen Ackerstreifen, auch Langstreifen genannt. Die Langstreifen-Komplexe am Hellweg von der Dortmunder Wester- und Osterbauerschaft über Körne, Wambel, Brackel, Asseln bis Wickede sind auch für die überregionale Fachliteratur interessant. Sie gelten als typische Beispiele für regelmäßige Langstreifenfluren, wie es Hans-Jürgen Nitz mit einer Abbildung, basierend auf den preußischen Ur-Katasterkarten aus den Jahren 1825 ff., in einem grundlegenden Aufsatz darstellt.
Da kein Bauer allein sechs bis acht Ochsen vorhalten konnte, ließ sich der Einsatz eines Beetpfluges nur durch eine Pfluggemeinschaft aus sechs oder acht Bauern, die jeweils einen Ochsen besaßen, bewältigen. Dementsprechend wies eine typische Siedlungsgruppe aus fränkischer Zeit sechs oder acht Höfe auf. Obwohl kein sicherer Beweis zu führen ist, wird es damals auch in Asseln sechs oder acht Höfe gegeben haben, die alle am Hellweg lagen. Hinzu kam noch der Wirtschaftshof, der nordöstlich vom Hellweg im sumpfigen Gelände lag. Geschützt durch einen Wassergraben lebte hier ein Großbauer, der den Pflug zur Verfügung stellte und ihn auch führte.
Erstmals urkundlich erwähnt wurde Asseln in einem Urbar des Klosters Werden. In dem auf das Jahr 882 datierten Verzeichnis werden neben villa ascloon noch die Stadt Dortmund und weitere Dortmunder Vororte genannt. Auch wenn im Werdener Urbar mit villa eine „Wohnsiedlung beschränkten Maßstabes“ bezeichnet wird, so ist hier davon auszugehen, dass sowohl der Siedelbezirk am Hellweg als auch der etwas abgelegene Wirtschaftshof gemeint sind. Der Ortsname ascloon setzt sich aus dem Bestimmungswort asc (= Esche) und dem Grundwort loh (= Wald, Gebüsch, Gehölz) zusammen. Demnach siedelte man an einem Eschenwald. Die mit loh gebildeten Ortsnamen zählen „zu den älteren Schichten germanischer Benennungen.“
Aus dem Urbar wissen wir einiges über den ersten namentlich bekannten Asselner: Er hieß Alfdag, wirtschaftete auf einer halben Hufe, die im Eigentum des Klosters Werden an der Ruhr stand, und musste dafür 20 Scheffel Gerste, fünf Scheffel Brauhafer, acht Denare Heerschilling und zwei Scheffel Mehl als Abgabe an das Kloster liefern. Damit hatte Alfdag von allen Abgabepflichtigen im Dortmunder Raum, die auf einer halben Hufe saßen, am meisten zu zahlen. Dies lässt auf die besondere Güte des Bodens auf dem Nordhang des Dortmunder Rückens schließen.

### Große Kontinuität bei den Landesherren seit 1243
Asseln gehörte nach der Teilung der Grafschaft Altena um das Jahr 1175 zur Isenberger Linie der Grafen von Altena. Größere territoriale Veränderungen zog ein von Graf Friedrich von Altena-Isenberg veranlasster Anschlag nach sich, bei dem am 7. November 1225 der Kölner Erzbischof Engelbert I., Graf von Berg, am Gevelsberg zwischen Schwelm und Hagen gewaltsam zu Tode kam. Dies brachte Friedrich in Acht und Bann. Bevor andere Nachbarn auf isenbergische Güter zugreifen konnten, nutzte Graf Adolf I. von (Altena-)Mark die Chance und söhnte sich mit den Vettern von Graf Friedrich aus. 1243 erhielt er vertraglich abgesichert den Hauptteil des isenbergischen Erbes und vereinigte dadurch den größten Teil des 1175 durch die Erbteilung auseinandergerissenen Altenaer Gebietes in seiner Hand. Dies führte zu einer dauerhaften Verbindung der Gebiete beiderseits der Ruhr zwischen Altena und Hamm.
Durch diesen Vertrag ging auch Asseln aus isenbergischen in märkischen Besitz über. Und damit waren die politischen Verhältnisse für die nächsten Jahrhunderte klar: Seit dem Entstehen der Landesherrschaften im 13. Jahrhundert gehörte das Kirchspiel Asseln zur Grafschaft Mark, näherhin zum märkischen Amt Unna. Endgültig 1461 wurde die Grafschaft Mark mit der zum Herzogtum erhobenen Grafschaft Kleve vereinigt. Sie behielt ihre Eigenständigkeit, büßte aber ihre politische Selbständigkeit ein. Bei allen Veränderungen blieb sie jedoch faktisch in der Familie – als Sekundogenitur der Herzöge von Kleve, die als Nachfahren im Mannesstamm von Graf Adolf III. von der Mark seit 1391 die märkische Hauptlinie bildeten. Als nachgeborener Sohn hatte Adolf III. 1368 als Graf Adolf I. von Kleve das Erbe seiner Mutter angetreten. Ebenfalls nach Erbrecht erfolgte 1609/1614 der Übergang an das Kurfürstentum Brandenburg, das in der Grafschaft Mark den alten Verwaltungsaufbau beibehielt. So gehörte das Kirchspiel Asseln, das untypischerweise nur aus einer Siedlung, dem Kirchdorf Asseln, bestand, auch unter den brandenburgisch-preußischen Kurfürsten und Königen zum märkischen Amt Unna. 
1806 gliederte die französische Besatzung das Großherzogtum Berg ohne Rücksicht auf alte politische Grenzen neu. Bedeutsam war hier die Bildung der untersten Verwaltungsinstanzen, weil diese länger Bestand hatten als das Großherzogtum Berg als solches. Die Franzosen teilten das ehemalige märkische Amt Unna auf und Asseln kam zum Bezirk der neu eingerichteten Bürgermeisterei Aplerbeck.
Nach Bildung der neuen preußischen Provinz Westfalen entstand 1817 der preußische Landkreis Dortmund mit Dortmund als Verwaltungssitz, zu dem auch die Bürgermeisterei (ab 1850: das Amt) Aplerbeck gehörte. Nachdem 1874 Hörde den Status einer amtsfreien Stadt erhalten hatte, wurde der Rest des Amtes Hörde gemäß einem Erlass des Oberpräsidenten der Provinz Westfalen auf die neugebildeten Ämter Barop und Brackel aufgeteilt. Da gleichzeitig eine anderweitige Aufteilung des Amtes Aplerbeck erfolgte, kam Asseln zum Amtsbezirk Brackel. Mit Wirkung vom 1. April 1928 wurde der Landkreis Dortmund mit seinen sieben Ämtern per Gesetz aufgelöst und die diesen Ämtern zugehörigen Landgemeinden – so auch Asseln – in das Stadtgebiet Dortmund eingegliedert. Seit der Aufteilung des Dortmunder Stadtgebietes in zwölf Stadtbezirke im Jahr 1975 gehört Asseln zum Stadtbezirk Brackel.

### Alter Asselner Landadel
Die Grafen von der Mark hatten bereits in Asseln einen gewissen Einfluss ausgeübt, als Asseln noch zum Herrschaftsgebiet der Isenberger gehörte. Dies geht aus der mehrfachen urkundlichen Erwähnung eines Albero de Aslen hervor, der zwischen 1210 und 1226 in seiner Funktion als Ministerialer des Grafen Adolf I. von (Altena-)Mark in Asseln tätig war. Ministeriale waren Unfreie, die auf Grund ihrer Qualifikation in den Rang von Dienstmannen berufen und als Fachleute mit wichtigen Aufgaben betraut wurden. Besonders qualifizierte Ministeriale erlebten einen sozialen Aufstieg und wurden sogar wie Albero von Asseln in den niederen sogenannten Dienstadel berufen.
Aus den gräflichen Dienstmannen entwickelte sich im 13. Jahrhundert das Adelsgeschlecht von Asseln, über das nur eine lückenhafte Stammtafel überliefert ist. Wie von Steinen weiter berichtet, lebte das Geschlecht derer von Asseln auf einer Burg. Im Laufe des 14. Jahrhunderts verbanden sich die adeligen Geschlechter derer von Asseln und der von Wickede; nachfolgend kam die Asselner Burg an das Geschlecht derer von Wickede, von diesem an die Familien von Anholt-Batenburg und von Bronckhorst. Mangels entsprechender Funde ist jedoch nicht von einer Burg im heutigen Sinn auszugehen, sondern es gab „nur“ einen mit einem Wassergraben befestigten großen Haupthof, dessen Ursprünge auf den Wirtschaftshof aus der Zeit Karls des Großen zurückreichten und dessen Umrisse auf dem Ur-Kataster von 1827 noch gut zu erkennen waren. Auf eine Asselner Burg weisen noch heute die Straßennamen „Auf der Burg“, „Asselburgstraße“ oder „Zum Burgkamp“ hin.

### Das 15. und 16. Jahrhundert
Mit dem Schatzbuch von 1486 liegt die früheste systematische Aufnahme des ländlich-bäuerlichen Besitzes in der Grafschaft Mark vor. Obwohl das Schatzbuch als reine Steuerliste nur die Namen der Steuerpflichtigen und deren steuerliche Veranlagung ausweist, ist es wegen der großen Genauigkeit der dort verzeichneten Daten die immer noch wichtigste Quellenbasis zur spätmittelalterlichen Siedlungs- und Agrargeschichte. Die Steuereinschätzung wurde entsprechend dem Wert des liegenden und beweglichen Besitzes vorgenommen. 1486 lebten in Asseln 43 Steuerpflichtige, die mit Beträgen zwischen einem Oirt (= ¼ Gulden) und 6 Gulden veranlagt wurden.
Aus der veranlagten Steuerschuld kann ein Vermögenswert errechnet und zu Vermögensklassen zusammengeführt werden. Für Asseln führt die Einteilung in Vermögensklassen zu folgendem Ergebnis: 18 Asselner Steuerpflichtige gehörten zur unterbäuerlichen Schicht, 11 waren Kleinbauern, 10 waren Mittelbauern und 4 zählten zu den Großbauern (Businck, Cloisterman, Sybrecht, Tybbinckuch). Ferner lässt sich aus den Vermögensklassen ableiten, dass Asseln 1486 ungefähr 215 Einwohner hatte und die Ackerflur südlich des Hellwegs etwa 310 ha umfasste. Von der Siedlungsstruktur her hatte sich Asseln aus einer Reihensiedlung aus der Zeit Karls des Großen zu einem Haufendorf mit einer für spätmittelalterliche Verhältnisse respektablen Größe weiterentwickelt.
In Asseln gibt es keine Originaldokumente aus der Zeit, als die Gemeinde zum lutherischen Glauben übertrat. Belegt werden kann, dass Herzog Wilhelm von Kleve als Patronatsherr der Asselner Kirche am 16. März 1560 den Vorschlag machte, die freie Pfarrstelle in Asseln mit Stephanus Erlemann zu besetzen. Wie in der Grafschaft Mark in diesen bewegten Zeiten üblich, begann Erlemann sofort oder kurz nach seinem Amtsantritt mit der Verkündigung des neuen Glaubens. Ferner ist belegt, dass Erlemanns Nachfolger Melchior Distelbrinck (senior) 1612 das Bekenntnis zum lutherischen Glauben auf der ersten märkisch-lutherischen Provinzialsynode in Unna unterschrieb.
Im Spanisch-Niederländischen Krieg (1568–1648) war die Asselner Burg Schauplatz eines politischen Racheakts. Im Herbst 1598 drangen zum wiederholten Male spanische Truppen – diesmal waren es ungefähr 30000 Soldaten unter der Führung des Feldherrn Mendoza – in rechtsrheinische Territorien des Herzogs von Kleve ein. In Mülheim an der Ruhr ermordeten sie auf der Burg Broich den Burgherrn Graf Wirich VI. von Daun-Falkenstein, der am Klever Hof eine wichtige Rolle als Vertreter der protestantisch-niederländischen Partei spielte. Von Mülheim aus zogen die Spanier über den Hellweg an Dortmund vorbei und wendeten sich den unzureichend geschützten Dörfern zu. Einige Spanier ließen sich unter der Führung von Hauptmann Roderigo de Lactuca auf der Asselner Burg nieder. Hiervon erhielten niederländische Soldaten Kenntnis und stürmten am 11. März 1599 die Burg, wo sie einen großen Englischen Hund und weitere Gegenstände fanden, die sich zweifelsfrei dem Besitz des Grafen Wirich zuordnen ließen. Daraufhin bezichtigten sie Lactuca des Mordes und schlugen ihm den Kopf ab. Wie von Steinen mit Bezug auf alte Chroniken weiter berichtet, legten sie zur Abschreckung das Haupt auf den Tisch und schrieben daneben die Worte: „Dies ist die erste Rache für den Grafen von Broich.“ Dieser Rachefeldzug und der Dreißigjährige Krieg beschleunigten den Niedergang der Asselner Burg.

### Trockenlegung des Asselner Nordens im 18. und 19. Jahrhundert
Der erste große Eingriff in die Landschaft nördlich des Quellhorizonts war der abgephählte, rund 4,40 m breite Königliche Salinenkanal von 1791, der zwischen Asseln und Massen den größten Teil des Quellwassers aufnahm und zur Saline in Königsborn weiterleitete. Hier wurde das Wasser in Staubecken gesammelt und anschließend zum Betrieb eines hydraulischen Druckwerks, einer sogenannten Wasserkunst, eingesetzt. Hatten sich die Bodeneigentümer zunächst beschwert, weil sie nicht mehr uneingeschränkt auf das Quellwasser zugreifen konnten, so bemerkten sie doch bald den Nutzen des Kanals: Ihre bisher sumpfigen Wiesen und Weiden wurden trockener und fester. Als die Königsborner Saline kein Quellwasser mehr vom Hellweg benötigte, legte man zur Mitte des 19. Jahrhunderts den Kanal still und im Asselner Norden staute sich das Quellwasser wieder wie zuvor.
Per Königlichem Statut vom 6. November 1867 verpflichtete der Preußenkönig Wilhelm I. die Asselner Gemeinde, eine Genossenschaft zum Zweck einer geregelten Bewässerung der Wiesen und Weiden im Asselner Norden zu gründen. Die effektivste und heute noch wirksame Wasserregulierungsmaßnahme war das Verlegen von Drainagerohren auf dem Dortmunder Rücken und die Vertiefung der vorhandenen Gräben. Dadurch wurde die Jahrtausende alte Wasserzirkulation auf dem Dortmunder Rücken dauerhaft unterbrochen mit der Folge, dass der Quellhorizont nördlich des Hellwegs mangels Sickerwasser versiegte. Auf dem nunmehr trockenen Gelände entstand neues Ackerland mit Bodenwertzahlen über 60 zur Versorgung der Asselner Bevölkerung.

### Die Bauernbefreiung
Die Bauernbefreiung in der Grafschaft Mark geschah in zwei Schritten und wurde während der französischen Besatzungszeit von 1806 bis 1813 eingeleitet. Nach der vernichtenden Niederlage am 14. Oktober 1806 in der Doppelschlacht bei Jena und Auerstedt gegen die französischen Truppen brach Preußen politisch, militärisch und auch moralisch völlig zusammen und wurde auf seine ostelbischen Kernländer Brandenburg, Pommern und (Ost-)Preußen sowie Schlesien reduziert.
Der französische Kaiser Napoléon Bonaparte ließ am 7. November 1806 die Grafschaft Mark besetzen und fügte sie am 1. März 1808 in das von ihm zuvor geschaffene Großherzogtum Berg (französisch: Grand-Duché de Berg) ein. Berg war ein Kunststaat, der sich neben der Grafschaft Mark aus dem namengebenden Herzogtum Berg, dem rechtsrheinischen Teil des Herzogtums Kleve und mehreren kleineren, ehemals selbständigen Territorien zusammensetzte. Napoléon wollte hier eine politische und soziale Ordnung schaffen, von deren Existenz er sich eine Vorbildfunktion für die übrigen deutschen Staaten erhoffte.
Um dem Charakter eines Modellstaates gerecht zu werden, hob Napoléon im Großherzogtum Berg per Dekret vom 12. Dezember 1808 die Leibeigenschaft auf. Daraufhin fielen alle Dienste und Abgaben, die sich unmittelbar aus der persönlichen Abhängigkeit zum Leibherrn ableiteten, ersatzlos weg. Solche Frondienste, wie Hand-, Spann- und Gesindedienste, machten in der Grafschaft Mark aber nicht einmal 10 % der an den Leibherrn zu erbringenden Leistungen aus. Bestehen blieben jedoch alle aus der Nutzung des Hofes herrührenden Verpflichtungen. Hierzu zählte insbesondere die Pacht, die zumeist in Naturalien erbracht wurde. Diese sogenannten Reallasten konnten aber abgelöst werden, um die freie Verfügungsgewalt über den Hof zu erlangen. Die großherzogliche Regierung hatte erwartet, dass die Bauern Napoléons Dekret mit großer Freude aufnehmen würden. Die Reaktion war aber eine ganz andere: Die Bauern waren enttäuscht, denn sie hatten erwartet, dass nicht nur die Frondienste, sondern alle Dienste und Abgaben ersatzlos wegfallen würden und stellten sämtliche Zahlungen und Dienstleistungen ein. Das eigentlich zur Klarstellung von Napoleon erlassene Dekret vom 13. September 1811 half auch nicht weiter, da die Ausführungsbestimmungen nicht unmittelbar auf die Verhältnisse in der Grafschaft Mark anwendbar waren. Letztendlich kapitulierte die großherzogliche Regierung vor der Vielzahl der Probleme bei der Umsetzung des Septemberdekrets und stellte alle schwebenden Ablöseverfahren ein. Aber die fortschrittlichen Rechtsgedanken wirkten auch dem Rückzug der Franzosen nach der Niederlage in der sogenannten Völkerschlacht bei Leipzig (16. bis 19. Oktober 1813) und der Auflösung des Großherzogtums Berg nach und brachten das grundherrliche Gefüge nachhaltig ins Wanken.
Auf dem Wiener Kongress 1815 erhielt Preußen seine ehemalige Besitzung Grafschaft Mark zurück und gliederte sie in die neu geschaffene Provinz Westfalen ein. Alsbald ging man daran, die unter der französischen Herrschaft begonnenen Maßnahmen zur Bauernbefreiung zum Abschluss zu bringen. Die preußische Provinzial-Ablösungsordnung für Westfalen vom 21. April 1825 übernahm alle wichtigen Rechtselemente aus dem von Napoléon erlassenen Dekret vom 13. September 1811. Hierzu wies Preußenkönig Friedrich Wilhelm III. ausdrücklich darauf hin, dass die napoléonische Gesetzgebung alle Forderungen der Gerechtigkeit erfüllt habe. Problem blieb jedoch weiterhin die Finanzierung der Hofablösung. Die 1832 eröffnete Provinzial-Hülfs-Kasse (seit 1890 Landesbank der Provinz Westfalen) konnte nur bedingt weiterhelfen, da sie ihr Kreditvolumen vorzugsweise für Kredite an Kommunen einsetzte. Daher konnten bis 1850 auch nur etwa 10 % der Höfe abgelöst werden, wie beispielsweise 1836 der Hof von Wilhelm Sybrecht.
Erst spät erkannte der preußische Staat, welche Schwierigkeiten die ablösungswilligen Bauern bei der privaten Beschaffung von Krediten hatten und richtete im Jahr 1850 öffentlich-rechtliche Banken ein, die auf die bäuerlichen Bedürfnisse bei der Finanzierung der Hofablösung spezialisiert waren. Der wesentliche Fortschritt war, dass sich die Bauern von nun an nicht mehr selber um die Beschaffung des Ablösungskapitals kümmern mussten. Die Westfälische Rentenbank hatte ihren Sitz in Münster. Die Rückzahlung des Kredits an die Rentenbank erfolgte in gleichbleibenden Raten, die durch die lange Laufzeit von 41 Jahren recht niedrig waren. Somit konnten auch kapitalschwache Bauern die Ablösung ihres Hofes durchführen. Auch die Grundherren profitierten von der Rentenbank. Ab dem Zeitpunkt des Ablösungsvertrages konnten sie über die volle Ablösungssumme verfügen; sie erhielten allerdings kein Bargeld, sondern staatlich abgesicherte und frei handelbare Schuldverschreibungen. Durch dieses Verfahren fand im Gegensatz zu vielen anderen Teilen Deutschlands keine größere Zersplitterung des bäuerlichen Grundbesitzes statt.
Mit Abschluss des Hofablösungsvertrages sowie der Darlehensvereinbarung mit der Rentenbank endeten in den 1860er Jahren in Asseln die meisten Jahrhunderte alten bäuerlichen Eigentums- und Abhängigkeitsverhältnisse. Und erst von diesem Zeitpunkt an kann von einer erfolgreichen Durchführung der Bauernbefreiung gesprochen werden.
Im 19. Jahrhundert bekam Asseln zunehmend Bedeutung als Kohlestandort. Im Jahre 1874 teufte der Hörder-Verein südlich der Dorfmitte die Zeche Holstein als weitere Grubenanlage für die Kohleversorgung seiner Hüttenwerke ab. 1877 ging die Zeche mit 477 Mitarbeitern in Betrieb, 1911 zählte sie 2267 Belegschaftsmitglieder. Asselns Einwohnerzahl entwickelte sich entsprechend von 1620 (1871) auf 6103 im Jahr 1910. Unterirdisch verbunden war die Zeche Holstein mit der Zeche Schleswig, die an der Gemarkungsgrenze zum westlichen Nachbarort Brackel lag; der Durchschlag erfolgte 1911 auf der 500-Meter-Sohle. Eine übertägige Verbindung wurde 1885 eingerichtet. Die Werksbahn, die von der Hermannshütte in Hörde zur Schwesteranlage Schleswig führte, wurde bis nach Asseln verlängert; die Strecke bekam noch einen Gleisanschluss an den Bahnhof Wickede-Asseln der Strecke Dortmund-Süd – Welver. Da das Grundwasser der beiden Gruben sehr solehaltig war, gab es sogar Überlegungen, ein „Heilbad“ zu eröffnen. Stillgelegt wurde Holstein am 1. August 1928. Zeugen dieser Zeit sind bis heute das 1906 fertiggestellte Wohngebiet Kolonie Holstein im Süden des Ortes und das Torhaus der Zeche Holstein nebst Teilen des Kauengebäudes. Zur Erhaltung der Kolonie Holstein gründete sich 1975 eine Bürgerinitiative; seit dem Jahr 2003 gibt es eine neue Gestaltungssatzung für die Kolonie. Auf dem ehemaligen Zechengelände wurde unmittelbar neben der Abdeckung des Luftschachts, also genau dort, wo es früher in die Tiefe ging, vom 22. bis zum 30. Mai 2010 im Rahmen der Aktion SchachtZeichen der Europäischen Kulturhauptstadt RUHR.2010 ein gelber Ballon in 80 m Höhe aufgelassen – als Symbol für die Industrialisierung und den Strukturwandel der Region.

### Erste Hälfte des 20. Jahrhunderts
Während es auf der Zeche Holstein seit 1892 eine Waschkaue mit modernen Sanitäranlagen gab, entsorgten die Bewohner am Asselner Hellweg ihre Abwässer immer noch in einen offenen Graben, der in der heißen Sommerzeit einen üblen Geruch verströmte. Erst mit dem Hellwegausbau von 1904 wurden Kanalrohre verlegt und der Graben verschwand. Anschließend erhielt der Hellweg im Asselner Ortskern zum ersten Mal in seiner mehrtausendjährigen Geschichte einen festen Unterbau und eine Pflasterung; zudem bekam er noch eine Straßenbeleuchtung durch Gaslaternen. Und am 26. Juni 1906 rollte nachmittags gegen 15 Uhr der erste Wagen der Landkreisstraßenbahn aus dem Wickeder Depot und fuhr in Richtung Körne. Die dem Hellweg folgende eingleisige Strecke verband die zum Landkreis Dortmund gehörenden Dörfer Wambel, Brackel, Asseln und Wickede sowohl untereinander als auch mit der Kreisstadt Dortmund und mit der Nachbarstadt Unna. Um in die Dortmunder Innenstadt zu gelangen, musste man bis 1914 in Körne in die Städtische Straßenbahn umsteigen.
Die Straßenbahn auf dem Hellweg war aber nicht die erste Straßenbahn, die Asseln anfuhr. Seit 1902 endete die Linie Hörde-Aplerbeck-Asseln der Hörder Kreisbahn neben der „Restauration zum Reichsadler“ auf der Aplerbecker Straße / Ecke Hellweg. Das Teilstück von Aplerbeck nach Asseln diente vor allem der Beförderung von Bergleuten der Zechen Holstein, Schleswig und Schürbank. Eine Verknüpfung der beiden Linien auf dem Asselner Hellweg war jedoch wegen der verschiedenen Spurweiten der Bahnen nicht möglich.
Während des Bergarbeiterstreiks von 1912 eskalierten am 18. März 1912 in Asseln die Ereignisse. Weil sich evangelisch geprägte Gewerkschaften nicht am Streik auf der Zeche Holstein beteiligt hatten, wurden Attentate auf die Wohnungen von drei Streikbrechern verübt. Hauptbetroffener war ein Gründungs- und Vorstandsmitglied des Evangelischen Arbeiter- und Bürgervereins Asseln von 1886. Bei ihm hatte man nachts Dynamitpatronen an der Haustürklinke befestigt und zur Explosion gebracht. Diese Aktionen, die keinen Personen-, aber erheblichen Sachschaden verursachten, zeigten Wirkung bis in die höchsten politischen Kreise. Der Dortmunder Landrat von der Heyden-Rynsch, der noch am selben Tag in Asseln vor Ort war, musste anschließend dem Regierungspräsidenten in Arnsberg Bericht erstatten. Am 21. Juni 1912 wurden die sechs Attentäter festgenommen und am 13. Juli 1912 zu langjährigen Zuchthaus- beziehungsweise Gefängnisstrafen verurteilt.
Der Bahnhof Wickede-Asseln war während der gesamten Dauer der Ruhrbesetzung 1923/24 letzter deutscher Bahnhof im unbesetzten Reich, während Brackel den Status eines französischen Grenzbahnhofs mit Pass- und Zollabfertigung hatte. Oftmals mussten Reisende stunden- oder tagelang im Wartesaal des Wickede-Asselner Bahnhofs auf die Einreise in das besetzte Ruhrgebiet warten, weil in Brackel kein Reisender eingelassen wurde.
Unmittelbar nach der nationalsozialistischen Machtergreifung am 30. Januar 1933 nutzten viele Dortmunder SA-Gruppen neben der Verfolgung Andersdenkender die unruhige Zeit, um Rachegelüste zu befriedigen und vermeintliche offene Rechnungen zu begleichen. So auch in Asseln – hier wurde am 12. Februar 1933 der Bergmann Albert Barnikau, ein KPD-Mitglied, auf offener Straße von einem 54-jährigen SA-Reservisten aus Wickede durch einen Messerstich in den Rücken ermordet. Als Motiv für die Tat gab er an, dass sein Sohn ein Jahr zuvor mit seinem SA-Sturm auf dem Rückmarsch von einer NSDAP-Veranstaltung in einen von Kommunisten verübten Feuerüberfall geraten und getötet worden war. Am Abend des 12. Februar 1933 fand in der Westfalenhalle die letzte Dortmunder KPD-Großveranstaltung statt, wo man das Attentat mit großer Empörung zur Kenntnis nahm.
Gemäß den Angaben in der Chronik der Katholischen Schule verteilten sich bei der Reichstagswahl vom 5. März 1933 in Asseln die Stimmen wie folgt: NSDAP 956, SPD 723, Kommunisten 455, Zentrum 376, DNVP 173, DVP 37 sowie Evangelischer Volksdienst 43. Die Stimmenzahlen der kleineren Parteien fehlen in der Auflistung. Dem Wahlergebnis von 1933 stellte der Chronist das Asselner Ergebnis der Reichstagswahl vom 20. Mai 1928 gegenüber: NSDAP 11 Stimmen, SPD 1096, Kommunisten 258, Zentrum 451, DNVP 167, DVP 343.
Im Zusammenhang mit der Reichspogromnacht vom 9. auf den 10. November 1938 kam es auch in Asseln zu beschämenden Übergriffen auf Mitbürger jüdischen Glaubens, wie Helene, Paul und Alfred Vogelsang, Witwe beziehungsweise Söhne des Metzgermeisters Ludwig Vogelsang. In aller Öffentlichkeit wurden ihre Metzgerei und ihre darüberliegenden Wohnräume am Hellweg 99 gestürmt, verwüstet und geplündert. Noch am 10. November wurden Paul und Alfred Vogelsang in die Dortmunder Steinwache gebracht, verhaftet und ins Konzentrationslager Sachsenhausen verschleppt, wo sie während ihrer sechswöchigen Haft mit Zwangsarbeit Schreckliches erlebten. Kurz ihrer Rückkehr nach Asseln flüchteten die beiden Brüder getrennt zunächst nach Belgien, 1940 ins unbesetzt gebliebene Frankreich, wo sie interniert und 1942 nach Auschwitz deportiert wurden. Dort verlieren sich ihre Spuren. Helene Vogelsang musste 1940 ihr Haus am Asselner Hellweg verlassen und es begann für sie eine Odyssee durch verschiedene Dortmunder „Judenhäuser“. 1942 wurde sie mit etwa 500 weiteren Dortmunder Mitbürgern jüdischen Glaubens nach Riga deportiert, wo sie zu Tode kam. Alle drei Vogelsangs wurden 1950 vom Amtsgericht Dortmund mit Wirkung vom 8. Mai 1945 für tot erklärt. Seit 2007 erinnert je ein Stolperstein auf dem Bürgersteig vor dem Haus Asselner Hellweg 99 an das Schicksal von Helene, Paul und Alfred Vogelsang.
Bei einem britischen Großangriff mit 206 Flugzeugen am frühen Abend des 11. November 1944 auf den Fliegerhorst Brackel und Industrieanlagen im Dortmunder Nordosten fielen auch Bomben auf Wohnhäuser in der Asselburgstraße und Im Eck. Am Mittag des 11. April 1945 gab es bei einem alliierten Tieffliegerangriff am letzten Kriegstag in Asseln noch Tote und Zerstörungen. Nachmittags marschierten die ersten US-Truppen von Wickede kommend kampflos in Asseln ein und begannen umgehend mit der Durchsuchung der Häuser, um untergetauchte deutsche Soldaten ausfindig zu machen. Zur Unterbringung nachrückender US-Truppen ordnete das amerikanische Kommando die sofortige Räumung der Häuser Am Timmerbed an. Erst nachdem die Amerikaner drei Tage später, am 14. April 1945, die Befehlsgewalt über Dortmund an die britische Militärregierung übergeben hatten und weitergezogen waren, konnten die Bewohner wieder in ihre Häuser zurückkehren.
Da Asseln weitgehend von Zerstörungen durch Bombenangriffe verschont geblieben war, konnte sich hier das Leben äußerlich schneller normalisieren als in der Dortmunder Innenstadt und vielen anderen Stadtteilen. Die Verwaltung knüpfte an die 1928 geschaffene Organisation der Verwaltungsstellenbezirke an, so dass die Verwaltungseinheit des Amtes nach dem Krieg ihre Fortsetzung fand. Bereits 1946 wurden den Verwaltungsstellen sogenannte Verwaltungsstellenausschüsse zugeordnet, die aus je drei Mitgliedern der SPD, CDU und KPD zusammengesetzt waren.
Die Stadtverordnetenwahl vom 13. Oktober 1946 war die erste freie und demokratische Wahl in Dortmund seit 14 Jahren. Kandidaten aufstellen durften nur die von der Britischen Militärregierung zugelassenen Parteien SPD, CDU, KPD, FDP und Zentrum. Die Wahlbeteiligung lag in Dortmund bei 82,9 % und damit deutlich über dem NRW-Landesdurchschnitt von 74,4 %. Das an das britische Mehrheitswahlrecht angelehnte Wahlsystem begünstigte die jeweils größte Partei – in Dortmund war es die SPD – unverhältnismäßig stark. So gewann sie beispielsweise im „Wahlbezirk Nr. 6 mit den Orten Wambel, Brackel, Asseln, Wickede, Husen und Kurl“ mit einem Stimmenanteil von 47,3 % (CDU 37,1 %; KPD 11,2 %; FDP 3,4 %; Zentrum 1,1 %) alle drei Direktmandate. Und ähnlich war es beim Wahlergebnis für Groß-Dortmund: Hier konnte die SPD mit 46,3 % der Stimmen 36 der insgesamt 39 Direktmandate durchbringen, was ihr in der Stadtverordnetenversammlung eine komfortable Zweidrittelmehrheit (36 der 51 Sitze) bescherte. Das Wahlsystem war bereits im Vorfeld der Wahlen als „undemokratisch und ungeeignet“ abgelehnt worden und wurde von der Britischen Militärregierung bei keiner weiteren Wahl mehr angewendet.

### Zweite Hälfte des 20. Jahrhunderts bis heute
1951 traten an die Stelle der Verwaltungsstellenausschüsse die Bürgerausschüsse, die vom Rat der Stadt Dortmund gewählt wurden. Asselns erster Vertreter im Bürgerausschuss des Stadtbezirks Brackel war der Vorsitzende des SPD-Ortsvereins Asseln, Hugo Greiling. Nachfolgend wurde er auch von den Asselner Bürgern in den Dortmunder Stadtrat gewählt, dem er von November 1952 bis März 1961 und von Februar bis November 1969 als Mitglied angehörte.
Der Schwerpunkt aller öffentlichen und privaten Investitionen lag bis in die 1970er Jahre hinein im Bereich des Wohnungsbaus. Wie im gesamten Stadtgebiet, stieg auch die Bevölkerung in Asseln rapide an – von 7.133 Einwohnern im Jahr 1946 auf 10.046 im Jahr 1970. Durch Neubaukomplexe, wenn auch nicht in gigantischen Ausmaßen, entwickelte sich Asseln zu einem ausgeprägten Wohnvorort. Durch den enormen Landbedarf mussten zahlreiche Bauernhöfe, deren Geschichte oftmals bis in die Zeit des Schatzbuches der Grafschaft Mark von 1486 zurückverfolgt werden kann, ihren Wirtschaftsbetrieb aufgeben. Bei der Beseitigung der alten Bausubstanz hatte man keinerlei Skrupel. Vielmehr sah es die Mehrheit der Asselner als Fortschritt an, wenn im Ortskern große und gut erhaltene Hellwegbauernhäuser abgerissen wurden und an deren Stelle zweistöckige Wohn-/Geschäftshäuser mit Flachdach entstanden. Neubauten sollten nämlich „Ausdruck und Bekenntnis unserer Zeit und auch unseres Vertrauens in eine glücklichere und hellere Zukunft sein. Beton, Stahl und Glas – das sind nun einmal unsere Baustoffe“, wie es in einer weitverbreiteten Broschüre des Dortmunder Amtes für Wirtschafts- und Verkehrsförderung nachgelesen werden kann.
Nach der Stilllegung der Zeche Holstein im Jahr 1928 erlebte Asseln keine zweite Industrialisierungsphase. Lediglich die weltbekannte Stahlschrank- und Büromöbelfabrik Pohlschröder errichtete 1972 im Südosten Asselns ein großes Zweigwerk. Die hierfür erforderlichen Investitionen brachten die Firma jedoch bereits 1974 in ernsthafte Schwierigkeiten, die zum Verkauf des Werkes führten. Seit 1961 ist REWE Dortmund am Asselner Hellweg ansässig. Auf dem Firmengelände befinden sich neben dem REWE-Dienstleistungszentrum noch ein über 75.000 m² großes Warenlager sowie die Zentralfleischerei. Von Asseln aus werden rund 400 Supermärkte in ganz Nordrhein-Westfalen beliefert; betrieben werden die Märkte hauptsächlich von selbstständigen Kaufleuten.
Am Samstag, dem 15. Juni 1968, gab es in Asseln Katastrophenalarm. Einem schweren Gewitter, das sich gegen 20 Uhr aus einer drückenden Schwüle entwickelt hatte, folgte ein fast vier Stunden andauernder Wolkenbruch. Da das damalige Drainage- bzw. Kanalnetz die immensen Wassermassen nicht aufnehmen konnte, wälzte sich von den Ackerflächen auf dem Dortmunder Rücken ein reißender Schlamm- und Wasserstrom bis zum Hellweg. Im Asselner Ortskern türmten sich noch tagelang die Schlammberge auf den Straßen. Unterstützt von Hilfsorganisationen waren die Bürger unermüdlich im Einsatz, um die dicken Lehmschichten aus Kellern, Wohnungen, Fluren, Garagen und Wegen abzutragen.
Nach 28 Monaten Bauzeit wurde im Juli 2008 das Großprojekt „Hellwegausbau in Asseln“, die Sanierung der Hauptverkehrsachse des Ortes, fertiggestellt. Dabei wurde die Stadtbahnstrecke weitestgehend zweigleisig ausgebaut und Radfahrstreifen wurden eingerichtet. Zeitgleich mit dem Hellwegausbau entstand als Neubau die Asselner Straße als Westumgehung des Ortskerns. Eine 1,2 km lange Strecke zwischen der Kreuzung Asselner Hellweg / Asselner Straße und der Haltestelle „In den Börten“ auf dem Brackeler Hellweg blieb zunächst eingleisig und wird seit Juli 2020 ausgebaut.

## Bevölkerung
Zum 31. Dezember 2024 lebten 8.850 Einwohner in Asseln.
Struktur der Asselner Bevölkerung:
- Bevölkerungsanteil der unter 18-Jährigen: 13,2 % [Dortmunder Durchschnitt: 16,2 % (2018)][48]
- Bevölkerungsanteil der mindestens 65-Jährigen: 25,3 % [Dortmunder Durchschnitt: 20,2 % (2018)][49]
- Ausländeranteil: 9,2 % [Dortmunder Durchschnitt: 22,3 % (2024)][50]
- Arbeitslosenquote: 6,1 % [Dortmunder Durchschnitt: 11,0 % (2017)][51]

Das durchschnittliche Einkommen im Asselner Norden entspricht etwa dem Dortmunder Durchschnitt, während das Einkommen im Asselner Süden überdurchschnittlich hoch ist.
| Jahr | Einw. |
| ---- | ----- |
| 1987 | 8776  |
| 2003 | 9088  |
| 2008 | 8827  |
| 2013 | 8714  |
| 2016 | 8804  |
| 2018 | 8832  |
| 2019 | 8846  |
| 2020 | 8902  |
| 2022 | 8737  |
| 2023 | 8850  |
| 2024 | 8850  |

## Religion
Heute existieren im Asseln insgesamt drei Kirchengemeinden:
- Kath. Kirchengemeinde St. Joseph Asseln
- Ev.-Luth. Kirchengemeinde Asseln
- Evangelisch-Freikirchliche Gemeinde Dortmund-Asseln

Die wenigen Katholiken, die es nach Abschluss der Reformation in Asseln noch gab, bauten keine eigenen Gemeindestrukturen auf. Sie gehörten vielmehr zur Kurler Kirche, so wie die drei katholischen Familien, die zwischen 1840 und 1858 in Asseln lebten. Durch das Anwerben von neuen Arbeitskräften aus weiter entfernten Gegenden stieg ab etwa 1880 nicht nur die Einwohnerzahl von Asseln rapide an, sondern auch die Zahl der Katholiken wuchs von Jahr zu Jahr. Deshalb genehmigte der Kurler Kirchenvorstand am 11. Oktober 1891 den Bau einer katholischen Kirche in Asseln und beauftragte am 29. März 1892 den Maurermeister Ferdinand Ernst aus Soest mit dem Neubau. Bauplan und Kostenvoranschlag stammten vom Architekten Wichers aus Bochum, der auch die Bauleitung übernahm. Am 13. April 1892 begannen die Bauarbeiten und am 15. Mai 1892 legte der Paderborner General-Vikar Heinrich Wigger den Grundstein. Die feierliche Einweihung der St. Joseph-Kirche durch den Paderborner Weihbischof Augustinus Gockel fand am 2. August 1893 statt.
Die Evangelische Lutherkirche wurde am 13. Juni 1906 eingeweiht. Die Kirche ist eine kreuzförmige Saalkirche und wurde im Baustil des Historismus errichtet; die Innenausmalung im Jugendstil ist noch komplett erhalten. Von der alten, 1904 abgerissenen Kirche wurden der spätromanische Turm, der ursprünglich wohl ein Wach- oder Wehrturm war, und der Chorraum mit frühgotischen Bauelementen in den Neubau einbezogen. Die vom Architekten Gustav Mucke durchgeführte Integration der beiden alten Bauteile in den Neubau hat einen gravierenden Nachteil: Nicht nur durch die einheitliche Außenverkleidung durch Werksteine, sondern auch durch eine passende Innenarchitektur wurden sie so nahtlos eingefügt, dass der heutige Betrachter die historischen Elemente in den beiden Bereichen auf Anhieb kaum bemerkt.

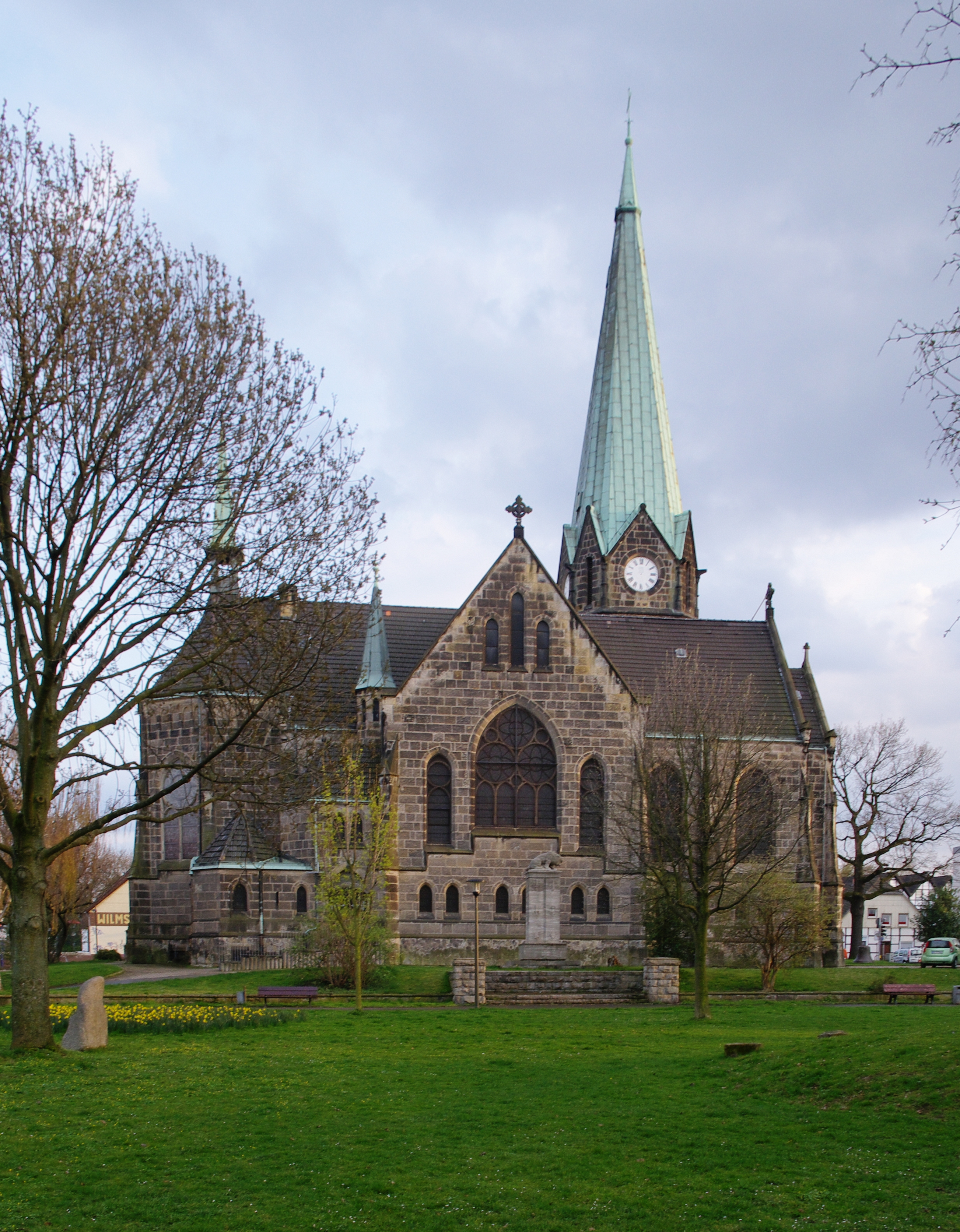
Evangelische Lutherkirche Asseln
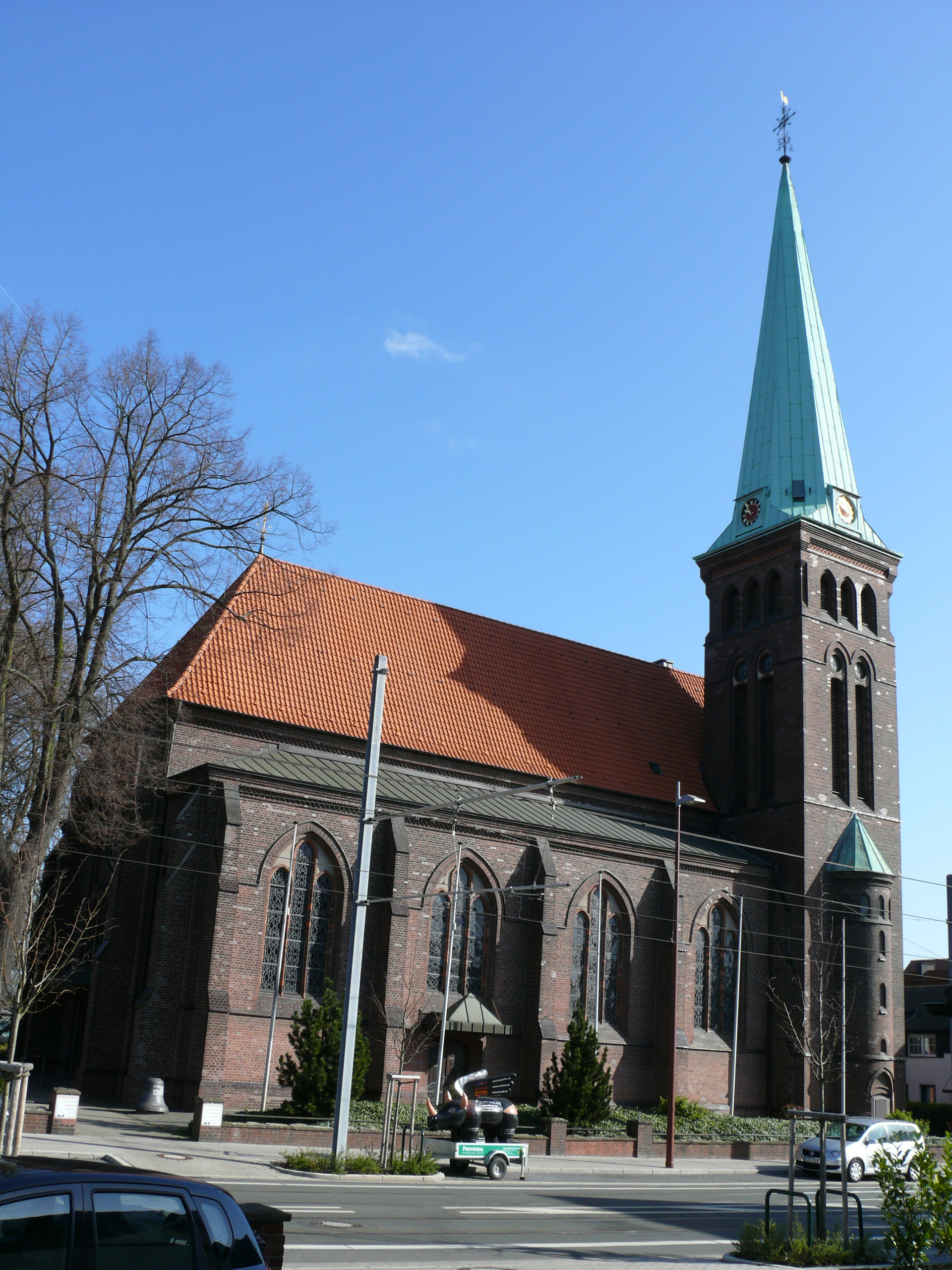
Katholische Kirche St. Joseph Asseln

## Politik
Derzeit (Dezember 2012) ist kein Asselner Bürger im Rat der Stadt Dortmund vertreten; insgesamt gehören acht Asselner – SPD (4), CDU (2), Bündnis 90/Die Grünen (1) und Die Linke (1) – der Bezirksvertretung DO-Brackel an.

## Vereine
Viele Bürger aus Asseln sind in den zahlreichen örtlichen Vereinen und Verbänden aktiv. Zu den Großvereinen (über 300 Mitglieder) gehören zum Beispiel die Sportvereine wie TuRa Asseln und TV Asseln aber auch der Wohlfahrtsverband Arbeiterwohlfahrt (AWO) und die Siedlergemeinschaft „Kahle Hege“. Zu den bekannteren Vereinen gehören der Tennisclub TC Grüningsweg, der Reit- und Fahrverein Wickede-Asseln-Sölde sowie der Heimat- und Geschichtsverein DO-Asseln e. V. Nach der Auflösung des alten Gewerbevereins hat sich im Herbst 2009 ein neuer Verein, die IGA, Interessengemeinschaft Asseln für Handel, Handwerk und Gewerbe gegründet.
Der älteste Verein in Asseln ist die Kyffhäuserkameradschaft, die am 23. Juni 1867 noch unter dem Namen „Krieger- und Landwehrverein“ gegründet wurde und der bis heute noch ca. 90 Mitglieder angehören.
In Asseln gibt es den Sportverein TV Asseln 1885 e. V., welcher Turn- und Breitensport, Trampolinspringen, Karate, Volleyball und Handball anbietet, sowie den hauptsächlich im Bereich des Fußballs tätigen TuRa Asseln (Turn- und Rasensportverein 1912 e. V. Dortmund-Asseln). TuRa Asselns erste Mannschaft spielt seit ihrem Abstieg im Jahr 2012 wieder in der Kreisliga B, Kreis Dortmund. Weiterhin gibt es den Verein Freizeitfußball-Asseln e. V. Dieser kümmert sich um den Erhalt des alten Rasenplatzes. Die Freizeitfußballer stellen eine Mannschaft die von April bis Oktober des Jahres gegen andere Freizeitmannschaften antritt.
Der Reiterverein Wickede-Asseln-Sölde verzeichnet seit 1924 regelmäßig sportliche Erfolge. Mit Fritz Ligges brachte er einen Olympiasieger hervor.
Des Weiteren befindet sich im Osten, angrenzend zu Wickede, der Tennisverein TC Grüningsweg e. V.

## Verkehr

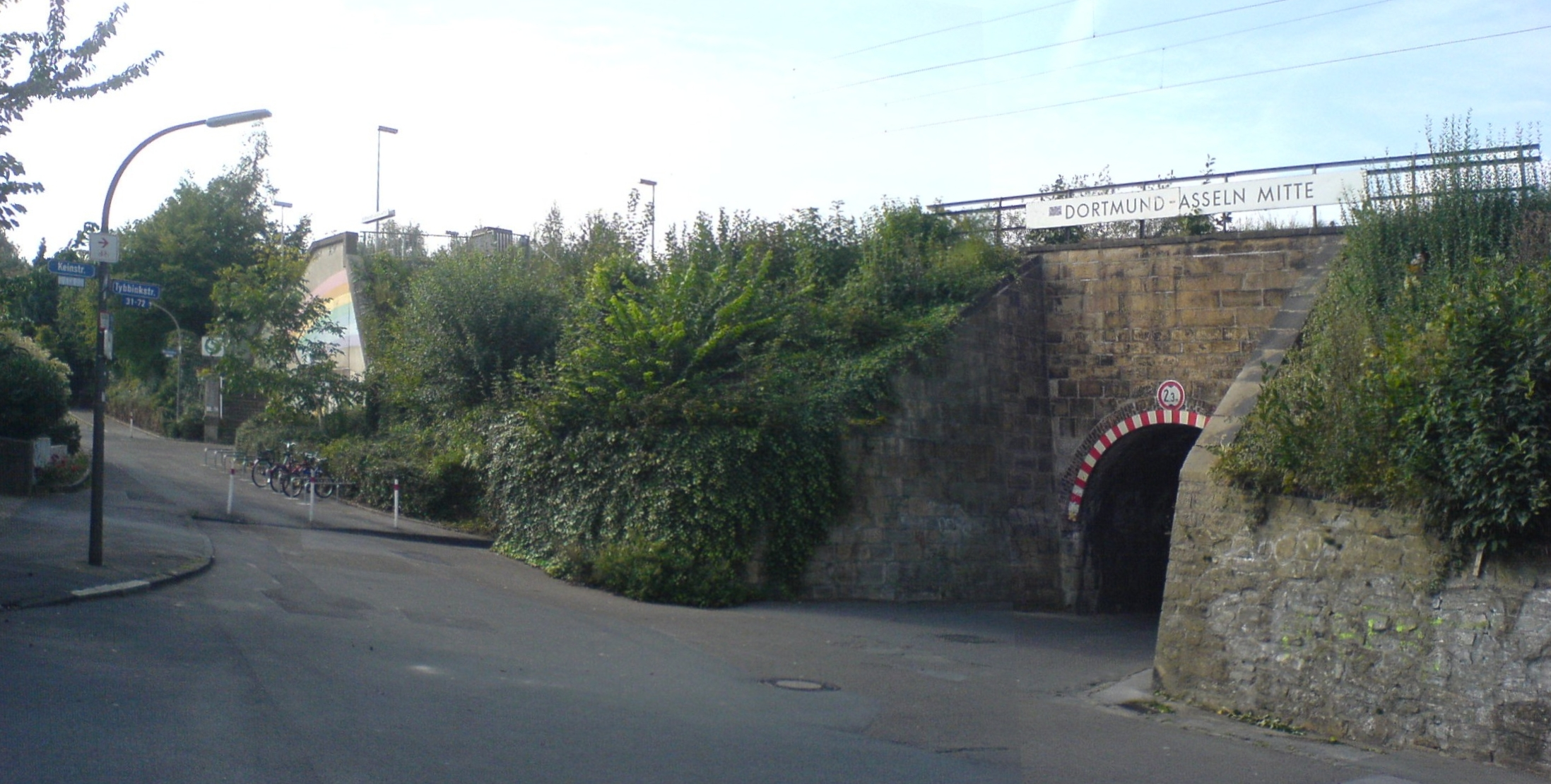
Der Haltepunkt Asseln-Mitte der S4

Das historische Wegesystem in Asseln mit dem Hellweg als Rückgrat ist erstmals in einer guten Qualität in der „Topographischen Karte von Westfalen“ zu finden, die der Militärkartograf und spätere preußische Stabschef Generalmajor Karl Ludwig von Le Coq zwischen 1796 und 1813 aufgenommen hatte. Es ist bemerkenswert, dass sich die Verläufe der vom Hellweg abzweigenden Wege, die bereits zur Zeitenwende vorhanden gewesen sein müssen, immer noch im heutigen Straßenbild wiederfinden. So hat beispielsweise die heutige Aplerbecker Straße auf Asselner Gebiet einen nahezu identischen Verlauf wie der historische Weg nach Aplerbeck. Und die beiden alten Wege nach Husen und Kurl entsprachen in etwa dem Verlauf der heutigen Straßen Am Hagedorn / Bienenstraße sowie der Asselburgstraße.
Damals wie heute ist innerorts der Hellweg die Hauptverkehrsachse in Ost-West-Richtung, in Nord-Süd-Richtung ist es seit 2006 die neue Asselner Straße. Auf dem Hellweg verläuft zudem die Stadtbahnstrecke U43 von Dorstfeld nach Wickede, und südlich des Hellwegs verläuft die Strecke der S-Bahn Rhein-Ruhr S 4 von Lütgendortmund nach Unna. Zustieg bietet der Haltepunkt „Dortmund-Asseln Mitte“.
| Linie | Verlauf | Takt                                              |
| ----- | --- | ------------------------------------------------- |
| S 4   | DO-Lütgendortmund – DO-Somborn – DO Germania – DO-Marten Süd – DO-Dorstfeld – Dortmund West – DO-Möllerbrücke – DO-Stadthaus – DO-Körne West – DO-Körne – DO-Knappschaftskrankenhaus – DO-Brackel – DO-Asseln Mitte – DO-Wickede West – DO-Wickede – Massen – Unna-Königsborn – Unna West – Unna Stand: Fahrplanwechsel Dezember 2023 | 30 min 15 min (Lütgendortmund–Königsborn zur HVZ) |

Der Dortmunder Flughafen (Wickede) liegt südöstlich von Asseln.

## Schulen

### Asselner Schulgeschichte
Pfarrer Stephanus Erlemann führte 1560 nicht nur die Reformation in Asseln durch, sondern er richtete hier auch – ganz den Vorgabgen Martin Luthers folgend – eine kleine, allgemeinbildende Dorfschule für Jungen und Mädchen ein, die mit der Pfarrkirche eng verbunden war. In solch einer Schule hatten die Kinder Unterricht im Buchstabieren, Lesen und Auswendiglernen von Luthers Kleinem Katechismus, Kirchenliedern und Psalmen sowie im Rechnen. Schuldiener (Lehrer) war der Kirchenküster. Eine Person mit diesen beiden Funktionen wird 1603 in Asseln erwähnt. Auf der ersten märkisch-lutherischen Provinzialsynode in Unna 1612 gab Pfarrer Melchior Distelbrink (senior) zu Protokoll, dass der Asselner Schuldiener die Stunden pünktlich hielt und den Kleinen Katechismus fleißig lehrte.
Die älteste Erwähnung eines Schulgebäudes in Asseln stammt von dem Historiker Johann Diederich von Steinen aus dem Jahr 1755. Seinen Worten nach lag die Schule neben dem Friedhof und wurde Cluse genannt; das Baujahr war bereits damals unbekannt.
Das Gebäude der heutigen Hellweg-Grundschule Am Petersheck wurde in drei Bauabschnitten (1875, 1900, 1911) errichtet.

### Schulzentrum Grüningsweg

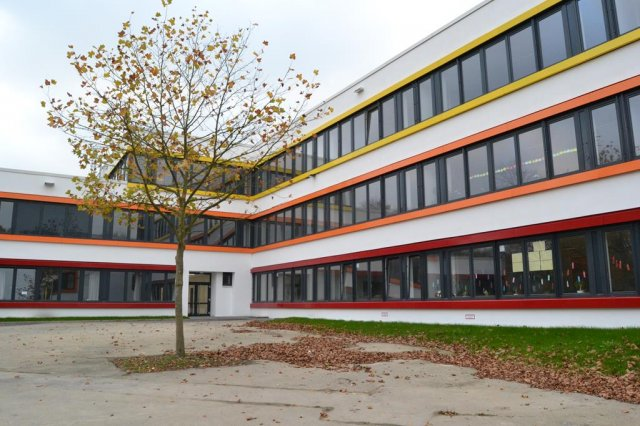
Immanuel-Kant-Gymnasium in Asseln

Am Grüningsweg liegt das Schulzentrum Asseln. Hier befinden sich die Max-Born-Realschule, welche in der Westhälfte des 1974 eingeweihten Hauptgebäudes untergebracht ist,
sowie das Immanuel-Kant-Gymnasium (IKG), das neben der Osthälfte des Hauptgebäudes noch über das ab Herbst 1967 entstandene Gebäude der ehemaligen Hauptschule Asseln (heute „Oberstufengebäude“) und über einen 1998 errichteten Neubau verfügt, welcher beide Gebäude verbindet.
Ein weiteres neues Gebäude des IKG wurde am 23. Januar 2023 eröffnet. Es befindet sich am südöstlichen Rand des Schulgebäudes, etwa dort wo vor vielen Jahren die Sporthalle der Hauptschule Asseln gestanden hat.
Beide Schulen teilen sich die ehemalige Hauptschulturnhalle im Osten und eine 2016 errichtete Dreifachturnhalle. Die Realschule hat rund 800 Schüler und das Gymnasium etwa 1000 Schüler. Die Hauptschulturnhalle ist inzwischen abgerissen.
Ab den Sommerferien 2015 wurden umfangreiche Modernisierungsmaßnahmen am Schulzentrum durchgeführt. Während das IKG am Standort verblieb und die gerade nicht in Renovierung befindlichen Gebäudeteile nutzte, wurde die MBR vorübergehend nach Wickede ausgelagert. Am 2. Mai 2019 konnte auch die Max-Born-Realschule ihr frisch saniertes Gebäude wieder beziehen.

## Persönlichkeiten
- Fritz Ligges (1938–1996), Olympiasieger im Springreiten
- Karl-Heinz Wegmann (1934–1989), Kugelstoßer und Gewichtheber
- Elisabeth Wilms (1905–1981), Filmproduzentin
- Tim Hendrik Walter (* 1984), Rechtsanwalt, Fachanwalt für Familienrecht, Notar, Autor, Webvideoproduzent